# Tourbillons
Pour les articles homonymes, voir Tourbillon et Chega de Saudade.
Pour plus de détails, voir Fiche technique et Distribution.
Tourbillons (Chega de Saudade) est un film dramatique sentimental franco-brésilien réalisé par Laís Bodanzky et sorti en 2007.

## Synopsis
Le film se déroule lors d'un bal dans une discothèque de São Paulo. Depuis l'ouverture du local le matin jusqu'à sa fermeture peu après minuit, divers personnages fréquentent l'endroit.

## Fiche technique
- Titre français : Tourbillons[1],[2]
- Titre original brésilien : Chega de Saudade[3]
- Réalisation : Laís Bodanzky
- Scénario : Luiz Bolognesi
- Photographie : Walter Carvalho
- Montage : Paulo Sacramento
- Musique : Eduardo Bid
- Décors : Marcos Pedroso
- Costumes : André Simonetti
- Maquillage : Daniela Alves
- Production : Laís Bodanzky, Caio Gullane, Fabiano Gullane, Débora Ivanov
- Société de production : Gullane Filmes, Buriti Filmes, Arte
- Pays de production :  Brésil -  France
- Langue originale : portugais
- Format : Couleurs - 1,85:1 - Son Dolby Digital - 35 mm
- Genre : Drame sentimental
- Durée : 92 minutes
- Date de sortie : 
  - Brésil : 25 novembre 2007 (Festival du film brésilien de Brasilia) ; 21 mars 2008 (sortie nationale)

## Distribution
- Tônia Carrero (pt) : Alice
- Leonardo Villar : Álvaro
- Stepan Nercessian : Eudes
- Betty Faria : Elza
- Cássia Kis : Marici
- Paulo Vilhena : Marquinhos
- Maria Flor : Bel
- Elza Soares : Ana
- Jorge Loredo
- Marly Marley (pt) : Liana
- Clarisse Abujamra (pt)